# Campeonato Paulista de Futebol de 1997 - Série A3
O Campeonato Paulista de Futebol de 1997 - Série A3 foi a 44.ª edição da competição de futebol de São Paulo, equivaleu ao terceiro nível do futebol do estado.

## Participantes
| - Internacional (Bebedouro) - São Caetano (São Caetano do Sul) - Bandeirante (Birigüi) - Atlético Sorocaba (Sorocaba) - São Bento (Sorocaba) - Taubaté (Taubaté) - Fernandópolis (Fernandópolis) - Garça (Garça) | - Mauaense (Mauá) - Jaboticabal (Jaboticabal) - Mirassol (Mirassol) - Nacional (São Paulo) - Olímpia (Olímpia) - Rio Preto (São José do Rio Preto) - União Barbarense (Santa Bárbara d'Oeste) - União Mogi (Mogi das Cruzes) |